# استیو کان
استیو کان (انگلیسی: Steve Khan؛ زادهٔ ۲۸ آوریل ۱۹۴۷) موسیقی‌دان و نوازنده گیتار سبک جاز اهل ایالات متحده آمریکا است. وی از سال ۱۹۶۹ میلادی تاکنون مشغول فعالیت بوده‌است.